# Giotto Dainelli

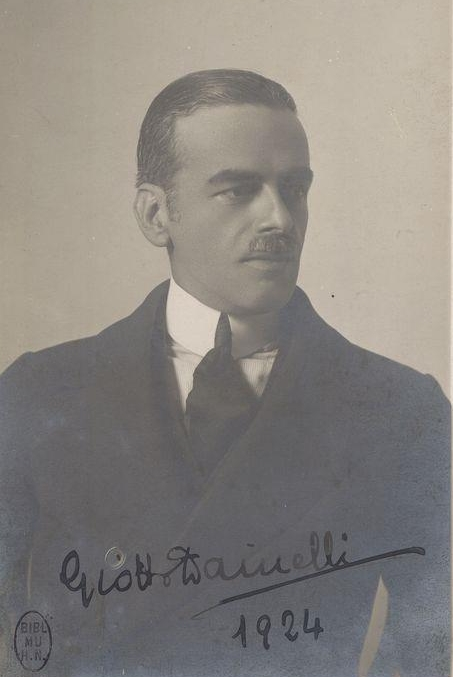
Giotto Dainelli

Giotto Dainelli Dolfi  (* 19. Mai 1878 in Florenz; † 16. November 1968 ebenda) war ein italienischer Geologe und Geograf.

## Leben
Dolfi war der Sohn eines Generals und studierte Naturwissenschaften am Istituto di Studi Superiori in Florenz bei Carlo De Stefani (mit dem Laurea-Abschluss 1900) und an der Universität Wien. 1903 habilitierte er sich in Geologie und physischer Geographie in Florenz (Libero Docente) und war 1914 bis 1921 Professor für Geographie in Pisa. Er befürwortete den italienischen Kriegseintritt in den Ersten Weltkrieg. Während des Krieges unterstützte er die nationalistischen Ideen eines Ettore Tolomei.   Nach kurzer Zeit Professor für Geologie in Neapel war er ab 1924 als Nachfolger von De Stefani Professor für Geologie und Paläontologie in Florenz. Nach anfänglichen Zögern, trat er 1926 der Nationalen Faschistischen Partei bei. In der Folge wurde er zu treuen Anhänger des Faschismus, gehörte  aber 1938 nicht zu den Unterzeichnern des rassistischen Manifests.
1928 gewann er einen Wettbewerb für eine Geographieprofessur in Kairo, konnte sie aber aus politischen Gründen nicht antreten. 1943 schloss er sich der faschistischen Italienischen Sozialrepublik an und war vom Februar 1944 bis zur Befreiung der Stadt im August Bürgermeister von Florenz. Bei Ankunft der Alliierten zog er wie andere Faschisten nach Salò am Gardasee. 1953 wurde er emeritiert und zog nach Rom. Kurz vor seinem Tod zog er wieder nach Florenz.
Er nahm an vielen Expeditionen nach Ostafrika und Asien teil: 1905 bis 1906 in Eritrea (mit seinem Freund Olinto Marinèlli, die Ergebnisse wurden 1912 veröffentlicht), 1913 bis 1914 im Karakorum (Expedition von De Filippi ebenfalls unter Beteiligung von Marinelli, die Ergebnisse wurden in 12 Bänden 1922 bis 1934 in Bologna veröffentlicht), 1930 in Tibet (auf einer von ihm selbst finanzierten Expedition), 1936/37 am Tanasee in Äthiopien (im Auftrag der Accademia d´Italia). Er entdeckte die Quelle des Flusses Yarcant. Von ihm stammen über 600 Veröffentlichungen. Neben physischer Geographie erarbeitete er auch einen wirtschaftsgeographischen Atlas von Italien (1940).
Nach dem Zweiten Weltkrieg überwogen bei ihm populärwissenschaftliche Werke. Er war ein begeisterter Bergsteiger, der 1926 ein Buch über den Mont Blanc veröffentlichte und 1963 über die Alpen. Er veröffentlichte 1941 ein Buch über die Reisen Marco Polos und gab eine Reihe über Entdecker heraus (1959 bis 1967 in 8 Bänden).
30 fossile Tierarten (und vier rezente) und ein Berggipfel im Kaukasus sind nach ihm (Dainelli) benannt. In Italien studierte er das Eozän von Friaul und Dalmatien, das Becken von Florenz, den mittleren Apennin und die Halbinsel Salento, in Afrika das Somali-Hochland und angrenzende Regionen, in Asien das Gletscherbecken des Transhimalaya, Indien und die Stratigraphie im Karakorum und westlichen Himalaya.
Er war Mitglied der Accademia d’Italia (deren Präsident er 1944/45 nach der Ermordung von Giovanni Gentile war), der Accademia dei Lincei, der Päpstlichen Akademie der Wissenschaften und Präsident der italienischen geologischen Gesellschaft. 1954 erhielt er die Goldmedaille der italienischen geographischen Gesellschaft. 1942 wurde er Mitglied der Leopoldina.

## Schriften
- Memorie geologiche e geografiche di Giotto Dainelli, 1930 (seine Memorie geografiche erschienen 1907 bis 1919 in 39 Nummern als Supplement zur Rivista geografica italiana und 1930 vier zusätzliche)
- Il mio viaggio nel Tibet occidentale, Mailand 1932
- La regione del lago Tana, Mailand 1939
- La conquista della Terra. Storia delle esplorazioni, 1950 (populärwissenschaftlich)